# 朗代昂
朗代昂（法語：Landéan，法語發音：[lɑ̃deɑ̃]）是法国伊勒-维莱讷省的一个市镇，位于该省东北部，属于富热尔-维特雷区。

## 地理
朗代昂（48°24'47"N, 1°9'9"W）面积27.31 平方千米，位于法国布列塔尼大區伊勒-维莱讷省，该省份为法国西北部沿海省份，位于布列塔尼半岛东部，北濒大西洋，西接阿摩尔滨海省和莫尔比昂省，南至大西洋卢瓦尔省，西南端接曼恩-卢瓦尔省，东临马耶讷省，东北与芒什省接壤。
与朗代昂接壤的市镇（或旧市镇、城区）包括：拉巴祖日迪代塞尔、莱库斯、勒洛鲁、卢维涅迪代塞尔、帕里涅、莱涅莱、曼恩地区圣埃利耶。

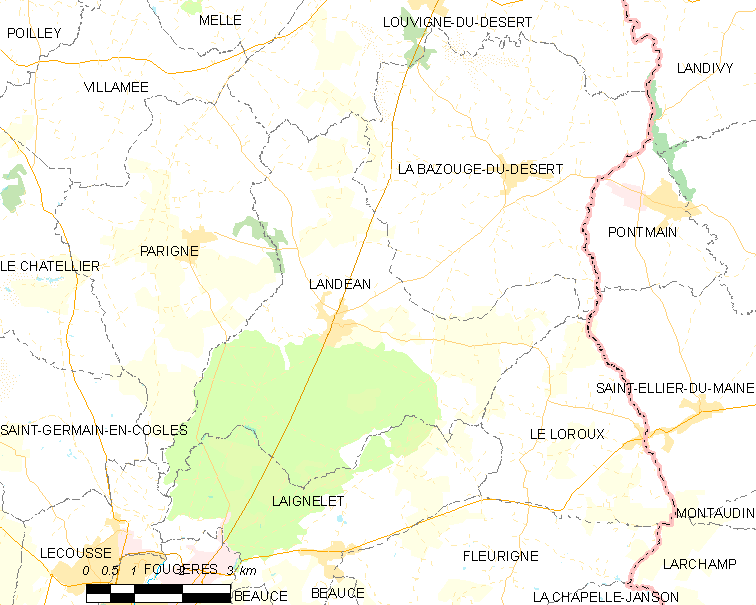
朗代昂的OSM定位图

朗代昂的时区为UTC+01:00、UTC+02:00（夏令时）。

## 行政
朗代昂的邮政编码为35133，INSEE市镇编码为35142。

## 政治
朗代昂所属的省级选区为富热尔第二县。

## 人口

1962-2008年间朗代昂人口变化图示

朗代昂于2022年1月1日时的人口数量为1225人。